# Труд (обувная фабрика)
ОАО «Труд» (Гомельская обувная фабрика «Труд»; бел. ААТ «Праца»; Гомельская абутковая фабрыка «Праца») — белорусское предприятие, расположенное в Гомеле. Специализируется на производстве специальной обуви для промышленных рабочих и военнослужащих.

## История
Датой основания предприятия считается 1921 год, когда две кустарных мастерских были объединены в обувную фабрику «Труд». Первоначально фабрика подчинялась Гомельскому центральному рабочему кооперативу, в 1925—1927 годах — Гомельскому губернскому совету народного хозяйства, в марте-октябре 1927 года — Высшему совету народного хозяйства (ВСНХ) БССР. В 1927 году передана в состав «Белкожтреста» ВСНХ БССР, в 1930 году — в состав «Белкожобъединения» ВСНХ БССР, в 1932 году — в состав «Белкожобувьтреста» Наркомата лёгкой промышленности БССР (в 1934—1936 — в системе местной промышленности). В апреле 1953 года фабрика передана в состав «Белглавкожобувьпрома» Министерства лёгкой и пищевой промышленности БССР, в октябре того же года — в состав «Белглавобувьпрома» Министерства промышленных товаров широкого потребления БССР, в 1955 году — в состав «Белглавобувькожпрома» Министерства лёгкой промышленности БССР. В 1957 году фабрика передана в подчинение «Белкожобувьтреста» Управления лёгкой промышленности Совета народного хозяйства (СНХ) БССР. В 1963 году фабрика преобразована в Гомельское обувное производственное объединение «Труд» (в 1965 году передана в подчинение Министерства лёгкой промышленности БССР), в 1971 году — в Гомельское производственное обувное объединение «Труд» (с 1992 года — в составе концерна «Беллегпром»), в 2000 году — в Гомельское республиканское обувное унитарное предприятие (ГРОУП) «Труд», в 2009 году — в открытое акционерное общество «Труд».

## Современное состояние
Фабрика специализируется на производстве специальной и армейской обуви (для защиты от общих производственных загрязнений, от скольжения по зажиренным поверхностям, от пониженных температур, от механических воздействий, от сырой нефти, нефтяных масел и нефтепродуктов, нетоксичной пыли, от контакта с нагретыми поверхностями, от искр, брызг расплавленного металла). В 2015 году фабрика произвела 208 тыс. пар обуви, в 2016 — 223 тыс. пар, в 2017 — 231 тыс. пар (производственная мощность — 346 тыс. пар в год при односменном режиме работы), 97,5% продукции было реализовано на внутреннем рынке. В 2017 году выручка предприятия составила 7165 тыс. руб. (3,5 млн долларов), чистая прибыль — 43 тыс. руб. (20 тыс. долларов), рентабельность составила 5%, стоимость чистых активов — 3173 тыс. руб. В 2017 году на фабрике работал 201 работник промышленно-производственного персонала и 18 сотрудников аппарата управления.